# المنظمات الدولية الداعمة لفلسطين
توجد العديد من المنظمات الدولية والإقليمية التي تدعم الحقوق الفلسطينية وتسعى لإنهاء الاحتلال الإسرائيلي للأراضي الفلسطينية. تشمل هذه المنظمات وكالات أممية، منظمات حقوقية، منظمات أوروبية، وأخرى يهودية معارضة للصهيونية.
يهدف نشاط هذه الهيئات إلى تقديم الدعم الإنساني، الدفاع عن حقوق الإنسان، تعزيز حملات التضامن، والضغط السياسي على الحكومات والمؤسسات الدولية. بالإضافة إلى دعم هذه المنظمات لحقوق الفلسطينيين، فقد وقفت العديد منها ضد ما تصفه بالإبادة الجماعية بحق الفلسطينيين، بما في ذلك عمليات القتل الجماعي، التدمير الممنهج للبنية التحتية، والتشريد الواسع للسكان المدنيين.

## أشكال الدعم
تشمل أنشطة المنظمات الداعمة لفلسطين:
- تقديم المساعدات الإنسانية للاجئين والسكان في الأراضي الفلسطينية المحتلة.
- رصد وتوثيق انتهاكات حقوق الإنسان والقانون الدولي الإنساني.
- دعم حملات المقاطعة الاقتصادية والثقافية.
- الضغط السياسي والإعلامي لصالح الحقوق الفلسطينية.

## أبرز المنظمات الدولية الداعمة لفلسطين

### وكالة الأمم المتحدة لإغاثة وتشغيل اللاجئين الفلسطينيين(الأونروا)
تأسست الأونروا في عام 1949 بموجب قرار الجمعية العامة للأمم المتحدة، وتقدم خدمات التعليم والصحة والإغاثة لأكثر من خمسة ملايين لاجئ فلسطيني في الضفة الغربية وقطاع غزة وبلدان اللجوء.

### منظمة العفو الدولية(Amnesty International)
توثق منظمة العفو الدولية انتهاكات حقوق الإنسان في الأراضي الفلسطينية المحتلة، وتدعو إلى إنهاء ما تصفه بأنه نظام تمييز وفصل عنصري ضد الفلسطينيين.

### هيومن رايتس ووتش(Human Rights Watch)
أصدرت هيومن رايتس ووتش تقارير تتهم إسرائيل بارتكاب جرائم ضد الإنسانية، بما في ذلك الفصل العنصري والاضطهاد بحق الفلسطينيين.

### منظمة الدرع العالمية للدفاع عن حقوق وحرية المواطن(SHIELD – International Congress for Protecting the Rights and Freedom of Citizens)
تأسست عام 2011 في أوكرانيا، وتتخذ من بروكسل مقرًا لها. تعمل على تعزيز حقوق الإنسان ومناهضة العنصرية، وتدعم القضية الفلسطينية من خلال المؤتمرات والتقارير الحقوقية.

### اللجنة الدولية للصليب الأحمر
تنشط اللجنة الدولية للصليب الأحمر في الأراضي الفلسطينية منذ عام 1967، وتقدم الدعم الطبي، وتراقب أوضاع المعتقلين الفلسطينيين في السجون الإسرائيلية.

### منظمة التعاون الإسلامي
تدعم منظمة التعاون الإسلامي القضية الفلسطينية في المحافل الدولية، وتعتبر القدس الشريف قضية مركزية في أجندتها.

### التحالف الدولي للدفاع عن الحقوق والحريات (AIDL)
منظمة حقوقية مقرها فرنسا، تعمل على الدفاع عن حقوق الإنسان، بما في ذلك حقوق الفلسطينيين في الأراضي المحتلة.

### الاتحاد الدولي لنقابات العمال (ITUC)
يدافع الاتحاد عن حقوق العمال الفلسطينيين، ويدين الانتهاكات الإسرائيلية بحقهم.

### حركة المقاطعة وسحب الاستثمارات وفرض العقوبات(BDS)
حركة عالمية سلمية تأسست عام 2005، تهدف إلى الضغط على إسرائيل لإنهاء الاحتلال والاستيطان، والالتزام بحق العودة للفلسطينيين.

### الاتحاد الدولي للحقوقيين (UIA)
يشارك الاتحاد الدولي للحقوقيين في دعم قضايا حقوق الإنسان الفلسطيني، عبر مرافعات قانونية ودولية.

### لجنة الأمم المتحدة المعنية بممارسة الشعب الفلسطيني لحقوقه غير القابلة للتصرف
لجنة أممية تأسست عام 1975، تتابع أوضاع القضية الفلسطينية وتدعو إلى إنهاء الاحتلال وتمكين الفلسطينيين من حقوقهم المشروعة.

## المنظمات الأوروبية الداعمة لفلسطين

### شبكة المنظمات الأوروبية لدعم فلسطين (ECCP)
تحالف يضم أكثر من أربعين منظمة أوروبية غير حكومية، يهدف إلى تعزيز التضامن مع الشعب الفلسطيني عبر الحملات السياسية والتوعوية.

### حملة التضامن مع فلسطين(PSC)
تُعد حملة التضامن مع فلسطين من أبرز منظمات دعم فلسطين في المملكة المتحدة، وتدعو إلى إنهاء الاحتلال واحترام حقوق الإنسان الفلسطيني.

### تحالف أوقفوا التجارة مع المستوطنات
تحالف أوروبي يسعى إلى إنهاء العلاقات الاقتصادية مع المستوطنات الإسرائيلية غير القانونية في الأراضي المحتلة.

### اللجنة النرويجية لدعم فلسطين[8]
منظمة نرويجية تقدم الدعم الإنساني والسياسي للشعب الفلسطيني، وتشارك في مشاريع التنمية وإعادة الإعمار.

### أطباء العالم- فرنسا (Médecins du Monde)
تنشط في تقديم الرعاية الطبية في المناطق الفلسطينية، وخاصة في قطاع غزة.

### أطباء بلا حدود(Médecins Sans Frontières - MSF)
تقدم خدمات طبية طارئة في قطاع غزة والضفة الغربية، وتشمل الرعاية النفسية والجراحية وإعادة التأهيل، خصوصًا في فترات التصعيد العسكري. تعمل أيضًا على التوعية بمخاطر العنف وتوثيق الاحتياجات الإنسانية للسكان.

## المنظمات اليهودية الداعمة لفلسطين

### الصوت اليهودي من أجل السلام(JVP)
منظمة يهودية أمريكية غير حكومية، تعارض الاحتلال الإسرائيلي وتدعم حملات المقاطعة (BDS) والعدالة للشعب الفلسطيني.

### ناطوري كارتا
جماعة دينية يهودية أرثوذكسية تعارض الصهيونية، وتؤكد أن إقامة دولة إسرائيل تتعارض مع العقيدة اليهودية.

### التحالف اليهودي من أجل العدالة الفلسطينية (IfNotNow)
حركة شبابية يهودية تقدمية تأسست في الولايات المتحدة، تنشط ضد الاحتلال الإسرائيلي وتدعو إلى إنهائه.

### شبكة اليهود الأوروبيين من أجل سلام عادل
تحالف يضم ناشطين يهودًا من عدة دول أوروبية، يدعو إلى تحقيق سلام عادل قائم على إنهاء الاحتلال وضمان حقوق الشعب الفلسطيني.

## الأهمية والدور الدولي
تسهم هذه المنظمات في رفع الوعي الدولي بمعاناة الفلسطينيين، وتعزيز الضغط السياسي والإعلامي لصالح إنهاء الاحتلال، وإقامة سلام عادل مبني على القانون الدولي وقرارات الأمم المتحدة.